# Hasenpfote

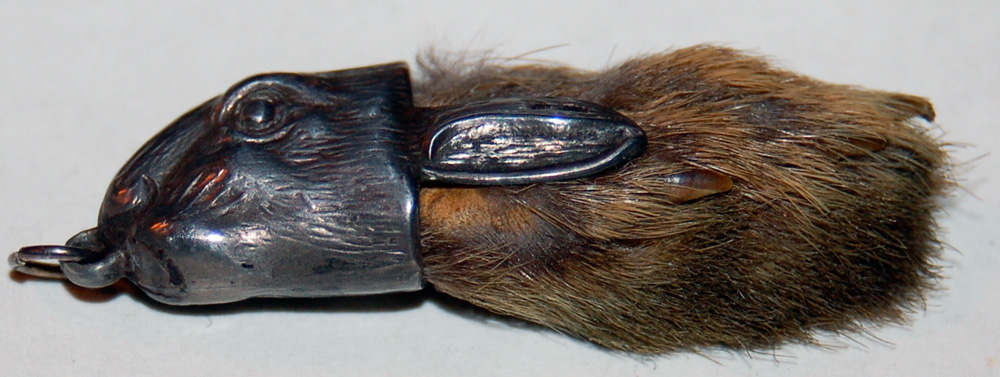
In Silber gefasste viktorianische Hasenpfote

Die Hasenpfote wird von alters her als magischer Gegenstand bezeichnet. Vor allem gilt sie als Glücksbringer. Daneben fand sie praktische Verwendung unter anderem als Kehrpinsel.

## Geschichte
Die Herkunft der magischen Bedeutung der Hasenpfote ist bis heute nicht eindeutig geklärt.
Damit der Hasenpfote glücksbringende Eigenschaften zugeschrieben werden, muss sie besondere Merkmale haben. Diese wurden im Lauf der Zeit mit immer mehr abergläubischen Konnotationen, was Zeit und Ort der Entstehung des Glücksbringers angeht, besetzt. Es sollte die linke hintere Pfote eines Hasen sein, der bei Vollmond an einem möglichst regnerischen Freitag (idealerweise Freitag der 13.) auf einem Friedhof getötet wurde. Zudem sollte es eine silberne Kugel sein, mit der man den Hasen tötet. Der Schlachter sollte zudem schielen oder am besten selber ein Werwolf sein, um die magische Kraft der Pfote zu steigern. Diese Voraussetzungen spiegeln die Mischung zwischen westafrikanischen Ahnenzeremonien und europäischem Aberglauben im Süden der USA des 18./19. Jahrhunderts wider.
Hasenpfoten wurden bis zum Anfang des 20. Jahrhunderts auch völlig unmystisch benutzt. Im chemischen Labor war eine Hasenpfote am Arbeitsplatz als „Besen“ selbstverständlich (Wischen von Pulverrückständen). Im „BKF“ (Blitz, Klemm, Fischer) wurde das noch in den Auflagen der 1960er Jahre empfohlen.
Das Hasenbein wurde von Damen des 19. Jahrhunderts als Puderquaste genutzt.
Inuit kämmten sich mit den Knochen des Hinterbeines die Haare.
Schreiber und Schriftsteller nutzten das weiche Fell, um Tintenflecke zu beseitigen.
Häufig wurde der Schlachtrückstand auch mit der Glücksbedeutung besetzt, um ihn besser verkaufen zu können, unter anderem als Schlüsselanhänger.
Seit 1980 werden Hasenpfoten auch aus Gummi und Kunstpelz hergestellt, die Bedeutungsbesetzung blieb dabei die gleiche.

## Magische Funktionszuschreibungen
Die Bedeutung der Hasenpfote ist in vielen Ländern unterschiedlich. Meistens wird sie jedoch mit dem Begriff Glück assoziiert, in diesem Sinne sowohl für das eigene Leben als auch für Glück beim Kartenspiel. Im europäischen Mittelalter glaubte man daran, dass Zahnschmerzen durch das Umbinden einer Hasenpfote um den Hals verschwinden würden. In Süd- und Mittelamerika werden noch heute mancherorts Hasenpfoten an Türen und Hauseingänge genagelt, um böse Geister fernzuhalten.

## Einzelbelege
1. ↑  Ernst Ludwig Rochholz: Naturmythen. Neue Schweizersagen. Leipzig 1862
2. ↑  Renate & Volkmar Wirth: Mein Name ist Hase. Natur und Kulturgeschichte eines beliebten Tieres. Stuttgart 2001
3. ↑  Diderot / D’Alembert: Encyclopédie ou Dictionnaire raisonné des sciences, des arts et des métiers. Paris 1762
4. ↑  Bächthold – Sträubli: Handwörterbuch des deutschen Aberglaubens. Bd. 6 Mauer – Pflugbrot. Berlin 1978
5. ↑  L’art dentaire à travers les âges.
6. ↑  Götterspezi, Fetisch oder Hanswurst?